# Narope pluto
Narope pluto är en fjärilsart som beskrevs av Günter Theodor Tessmann 1928. Narope pluto ingår i släktet Narope och familjen praktfjärilar. Inga underarter finns listade i Catalogue of Life.